# Pedro Siza Vieira
Pedro Gramaxo de Carvalho Siza Vieira (Lisboa, 14 de Julho de 1964) é um advogado português que exerceu funções políticas entre 2017 e 2022. Assumiu o cargo de Ministro Adjunto de Portugal no dia 21 de outubro de 2017, acumulando as funções de Ministro Adjunto e da Economia a 15 de outubro de 2018. Foi Ministro de Estado, da Economia e da Transição Digital no XXII Governo Constitucional.

## Biografia
Filho de António Carlos [Carneiro] de Melo Siza Vieira (15 de Julho de 1937) e de sua mulher, Maria Irene da Silva Gramaxo de Carvalho, sobrinho paterno de Álvaro Siza Vieira e primo-irmão de Álvaro Leite Siza Vieira, Pedro Siza Vieira nasceu a 14 de Julho de 1964. Formou-se em Direito pela Faculdade de Direito da Universidade de Lisboa em 1987. Após o ensino superior, trabalhou na companhia de seguros Império e deu aulas na referida faculdade.
Em 1988, Magalhães e Silva, então recém-nomeado secretário adjunto para a Administração e Justiça de Macau, ao formar a sua equipa de trabalho, pediu a António Costa que lhe recomendasse alunos de Direito, sendo Siza Vieira um dos recomendados, juntamente com Diogo Lacerda Machado e Eduardo Cabrita, seu colega de governo como Ministro da Administração Interna. A estes juntou-se mais tarde Jorge Costa Oliveira, futuro secretário de Estado da Internacionalização.
Siza Vieira permaneceu em Macau por dois anos, regressando a Lisboa em 1990, onde finalizou o estágio num escritório de advogados. Começou então a trabalhar na Câmara Municipal de Lisboa, como assessor jurídico de Jorge Sampaio, que então servia como presidente da autarquia, exercendo essas funções até 1992.
Foi militante do Partido Socialista na primeira metade da década de 1990, abandonando depois a militância para se dedicar à advocacia.
Entre 1992 e 2001, passou a integrar a então J. M. Galvão Teles, Bleck, Pinto Leite & Associados, hoje Morais Leitão, Galvão Teles, Soares da Silva & Associados — MLGTS. Saiu dessa empresa em 2001, com uma equipa de sócios, para fundar a Bleck, Soares, Siza, Cardoso, Correia & Associados (BSC), que se dissolveu em 2002, para dar origem à Linklaters Portugal. Entre 2006 e 2016, foi managing partner da Linklaters, sucedendo a Jorge Bleck nessa posição. Na qualidade de sócio da Linklaters, participou no dossiê da Oitante, sociedade que ficou com os ativos tóxicos do Banif. Foi também através desta firma que assessorou Humberto Pedrosa na privatização da TAP.
Enquanto advogado, assessorou diversas operações complexas em matérias como direito bancário ou financeiro em diferentes países, tendo sido considerado ao longo dos anos leading individual pelos diretórios jurídicos Chambers Global, Chambers Europe, Legal 500, IFLR 1000, Best Lawyers e Legal Media Group Expert Guide, em áreas como Banking and Finance, Project Finance, Public Law, Arbitration e Restructuring and Insolvency. Tem 20 anos de experiência em arbitragem comercial e administrativa. Interveio em processos arbitrais domésticos e internacionais como advogado e árbitro, incluindo como presidente de tribunais arbitrais coletivos. Integrou as listas de árbitros do Centro de Arbitragem Comercial da Câmara de Comércio e Indústria Portuguesa, do Instituto de Arbitragem Comercial da Associação Comercial do Porto, da Concórdia (Centro de Conciliação, Mediação de Conflitos e Arbitragem), do Centro de Mediação e Arbitragem da Câmara de Comércio Portuguesa no Brasil e do CREL (Centro de Resolução Extrajudicial de Litígios do Ministério da Justiça e dos Direitos Humanos de Angola).
A 21 de novembro de 2005, foi agraciado com o grau de Comendador da Ordem do Mérito.
Foi membro do Conselho Superior dos Tribunais Administrativos e Fiscais, da Comissão de Arbitragem da Câmara de Comércio Internacional (CCI) em Portugal.
Entre 2008 e 2011, foi membro da direção da Associação das Sociedades de Advogados de Portugal. Foi membro da direção da Associação Portuguesa de Arbitragem e seu presidente entre 2013 e 2017.
Foi durante vários anos professor convidado na Escola de Lisboa da Faculdade de Direito da Universidade Católica Portuguesa.
Ao longo dos anos, foi nomeado por diversos Governos para diversos grupos de trabalho responsaveis pela elaboração de propostas de reforma legislativa em diversas áreas, entre os quais os que estiveram na origem do Regime Jurídico da Urbanização e Edificação, do Regime da Responsabilidade Civil do Estado e demais pessoas coletivas públicas e da Lei de Arbitragem Voluntária e ainda dos projetos de lei de criação do regime da arbitragem societária e do regime jurídico da supervisão financeira.
Foi nomeado pelo XXI Governo Constitucional como membro da Estrutura de Missão para a Capitalização das Empresas, sob proposta conjunta dos ministros das Finanças, do Planeamento e das Infraestruturas e da Economia, tendo nessa qualidade elaborado os anteprojetos do regime jurídico das sociedades de investimento mobiliário de fomento empresarial e dos certificados de dívida de curto prazo, do regime extrajudicial de reeestruturação de empresas, do regime de conversão de créditos em capital, da revisão do código da insolvência e da reestruturação de empresas ou do regime fiscal de remuneração convencional do capital social. Segundo a nota curricular do advogado, anexada à resolução do Conselho de Ministros, e publicada em “Diário da República”, Pedro Siza Vieira “evidencia uma atividade académica e um percurso profissional de reconhecido mérito na área jurídica, que justificam a proposta conjunta dos referidos ministros e a sua nomeação”.
Fez ainda parte do grupo de trabalho da reforma da supervisão financeira e integra ainda um grupo com a missão de encontrar soluções para o crédito malparado na banca.
A 18 de outubro de 2017, foi nomeado ministro adjunto do XXI Governo Constitucional de Portugal, em substituição de Eduardo Cabrita, nomeado Ministro Adjunto por António Costa. Foi nomeado Ministro Adjunto e da Economia em outubro de 2018 e, no XXII Governo Constitucional de Portugal, foi Ministro de Estado, da Economia e da Transição Digital e segundo na hierarquia do Governo, sendo por isso substituto do Primeiro Ministro. Cessou funções no termo do mandato do XXII Governo Constitucional de Portugal, em 30 de março de 2022, tendo posteriormente regressado à sua atividade profissional anterior. 
A 5 de Novembro de 2020, enquanto ainda estava no Governo foi noticiado pela revista Sábado que estava a ser, a par do Secretário de Estado Adjunto e da Energia, João Galamba, e doutros membros do Governo, alvo duma investigação encabeçada pelo Departamento Central de Investigação e Ação Penal (DCIAP), e uma Unidade Nacional de Combate à Corrupção (UNCC) da Polícia Judiciária (PJ), por indícios de tráfico de influências e de corrupção, entre outros crimes económico-financeiros, nomeadamente de favorecimento do consórcio EDP/Galp/REN no milionário projeto do hidrogénio verde para Sines.
O Departamento Central de Investigação e Ação Penal veio posteriormente a desmentir que o Ministro estivesse sob investigação e confirmou que não tinha sido alvo de escutas telefónicas, ao contrário do que a revista Sábado tinha escrito.
É atualmente sócio da sociedade de advogados PLMJ - Advogados, RL. Desde Fevereiro de 2023, é professor no mestrado de Direito em Direito e Mercados Financeiros da NOVA School of Law em Lisboa, onde é regente da disciplina de Contratos de Financiamento e Garantias.
Nos últimos tempos, tem-se destacado como conferencista e orador convidado em diversos eventos empresariais ou associativo. É comentador no programa Bloco Central na TSF.

É casado com Cristina Siza Vieira, presidente executiva da Associação da Hotelaria de Portugal (AHP) e tem três filhos e uma neta.